# بربروسور
بربروسور (نام علمی: Berberosaurus) نام یک گونه از راسته خزنده‌کفلان است.